# Przykolesie
Przykolesie (biał. Прыкалесь, Prykaleś; ros. Приколесь, Prikoleś) – wieś na Białorusi, w obwodzie brzeskim, w rejonie prużańskim, w sielsowiecie Suchopol.
W latach 1921–1939 wieś należała do gminy Suchopol. 
Według Powszechnego Spisu Ludności z 1921 roku wieś zamieszkiwało 161 osób, wszystkie były wyznania rzymskokatolickiego i zadeklarowało białoruską przynależność narodową. Było tu 48 budynków mieszkalnych.